# Голби, Питер
Питер Голби (англ. Peter Goalby; род. 13 июля 1950, Вулвергемптон, Англия) — английский певец и гитарист, известный по участию в рок-группах «Trapeze" и «Uriah Heep».
Голби был ведущим вокалистом "Uriah Heep" в период с 1981 по 1986 год, записав с группой три альбома: «Abominog» (1982), «Head First» (1983) и «Equator» (1985). Он также является автором песни «Blood Red Roses», которая была записана группой уже после его ухода и выпущена на альбоме «Raging Silence» (1989). Песня стала вторым синглом с альбома.
До Uriah Heep Голби был вокалистом и вторым гитаристом в группе Trapeze. Он поучаствовал в записи студийного альбома «Hold On» (1978) и концертного «Live in Texas: Dead Armadillos» (1981).
Ещё Голби играет на мандолине.

## Интересные факты
В 1983 году в Индии во время концерта в составе "Uriah Heep" некто, явно под воздействием наркотиков, выскочил на сцену и впился зубами в спину Пита Голби. Нападавшего до полусмерти избили дубинками полицейские, но от жертвы оторвали с огромным трудом.

## Дискография

### c Fable
- Fable (1973)

### с Trapeze
- Hold On (1979)
- Live in Texas: Dead Armadillos (1981)
- On the Highwire (2003)

### с Uriah Heep
- Abominog (1982)
- Head First (1983)
- Equator (1985)

### Сольно
- Peter Goalby (1990)